# Vojni aerodrom

Vojni aerodrom ili vojna zračna luka nastaje stvaranjem vojnog zrakoplovstva (1909. – 1911.) kada počinje i prva podjela zračnih luka na mješovite (vojna i civilna) i vojne. Daljnjim razvojem zrakoplovstva dolazi do podjele zračnih luka na vojne i civilne. Vojna zračna luka je i glavni element zrakoplovne baze.

## Razvoj vojnih aerodroma

### PrijePrvog svjetskog rata
Prvi aerodromi bili su malih dimenzija, u stvari, ravne travnate površine većinom na pašnjacima i livadama, a često na vojnim vježbalištima, pa čak i u krugovima vojarni. Broj tih prvih improviziranih aerodroma rastao je usporedo s razvojem zrakoplovstva i povećanjem broja zrakoplova. S povećanjem broja letova na jednom aerodromu, uvedene su i mjere sigurnosti: označavana su mjesta polijetanja i slijetanja, osigurana je signalizacija i veza. Za vrijeme letenja na aerodromu se obavezno nalazio liječnik s pomoćnim osobljem i sanitetskim kolima.

### U Prvom svjetskom ratu
Avioni su postajali sve brži, veći, teži, stabilniji, brojniji, a zadaci sve raznovrsniji, pa su se i zračne luke morale tome prilagođavati. Izgradnja i organizacija aerodroma postajala je sve složenija. Mjesto za aerodrome trebalo je odgovarati određenim operativno-taktičkim i tehničko-građevinskim uvjetima. U tehničko-građevinskom smislu teren je morao biti pogodan za uređenje letilišta, osnovnog elementa aerodroma, pogodnog za polijetanje i slijetanje aviona odgovarajućih vrsta u svim pravcima danju, noću i u svako doba godine. Veličina letilišta postupno se povećava i krajem rata dostiže za bombarderske zrakoplove i preko 1000 m. Oblik aerodroma bio je najčešće kružan. Što su zrakoplovi postajali manje osjetljiviji na bočni vjetar, letilište je dobila oblik kvadrata ili pravokutnika, i to s dužom stranom u pravcu najčešćih vjetrova. Broj, kvaliteta i lokacija aerodroma utjecali su sve više na borbenu upotrebu zrakoplovstva, naročito na mogućnost njezine koncentracije na težištu borbe.
Aerodromi se dijele na zborne i radne te na pomoćna i rezervna letilišta. Zborni aerodromi su oni na kojima su se zrakoplovi nalazili noću, građeni su i opremljeni svim potrebama za život i rad ljudstva i održavanje opreme. Na njima su se nalazili: hangari i zaklon za opremu, barake ili šatori za ljudstvo, skloništa, zapovjedna mjesta sa sredstvima veze, foto-sekcija, meteorološka stanica, skladišta za pogonska i borbena sredstva, reflektori za osvjetljivanje aerodroma pri noćnom letenju i dr.
Pri izboru mjesta za aerodrom vodilo se računa i na lakšu opskrbu. Za izgradnju i uređenje zbornog aerodroma bilo je potrebno od 6 sati do 4 dana. Radni aerodromi bili su osposobljeni samo za polijetanje i slijetanje, bez hangara i radionica. Na njima su se zrakoplovi nalazili preko dana i s njih su polijetali na zadatke. Pomoćna letilišta nalazila su se u blizini zapovjednih mjesta viših stožera, i služila je zrakoplovima za vezu. To su bili obilježeni tereni, bez ikakvih instalacija i osoblja. Rezervna letilišta, jedna ili više njih, nalazila se u blizini zbornog aerodroma i služila za spuštanje aviona ako bi neprijatelj napao zborni aerodrom, ili za micanje zrakoplova s zbornih aerodroma kada bi nastupila opasnost od napada. Za svaku eskadrilu predviđalo se, obično, i rezervna letilišta. 
Radi sigurnosti letenja obilježavani su vidnim znacima: granice letilišta, opasna mjesta na njemu, pravac vjetra, odnosno pravac polijetanja i slijetanja. 

### Između Prvog i Drugog svjetskog rata
Tehničko usavršavanje zrakoplova utjecalo je na veličinu aerodroma i na njegovu opremljenost i organizaciju. Razvoj civilnog zračnog prometa imao je znatan utjecaj i na razvoj i izgradnju aerodroma. Prema osnovnoj podjeli zrakoplovstva na civilno i vojno, izvršena je takva podjela i za aerodrome. Dok su civilni aerodromi nicali brzo i prilagođavali su se potrebama zrakoplova za zračni promet, izgradnja vojnih aerodroma bila je u osjetnom zastoju sve do 1930-ih godina. Posle toga počeli su se brže izgrađivati stalni vojni aerodromi sa svim postrojenjima, uređajima i opremom, potrebnom za smještaj i rad ljudstva i sigurnost letenja. Takvi su aerodromi građeni na pogodnim terenima, na pravcima koji su odgovarali strateškim i operativnim potrebama i u blizini ekonomskih i opskrbnih centara. Duljina letilišta aerodroma kretala se između 600 – 1200 m. U neposrednoj blizini stalnih (mirnodopskih) aerodroma uređivana su rezervna letilišta za razne vježbe. 
Stalnim mirnodopskim aerodromima, čija je lokacija gotovo uvijek bila poznata, prijetila je opasnost u slučaju rata od zračnih napada. Da bi se ta opasnost smanjila i izbjegla, predviđeni su operativni (ratni) aerodromi. Za operativne aerodrome predviđeni su tereni na kojima je bila zabranjena svaka izgradnja ili obrađivanje zemljišta. U slučaju rata većina zemalja predviđala je podjelu operativnih aerodroma na: bazne, radne, istaknute, lažne, pomoćne i školske. U bazne aerodrome pretvarali bi se stalni mirnodopski aerodromi koji su bili u dubljoj pozadini i služili za formiranje novih jedinica, ili za popunu onih koje bi u borbi pretrpjele veće gubitke. Radni aerodromi odgovarali bi, u svemu, zbornim aerodromima, a pomoćni - pomoćnim letilištama iz Prvog svjetskog rata. Istaknuti aerodromi bili su isto što i radni, samo bliže liniji bojišta. I rezervni aerodromi predviđeni su za aerodromsko kretanje, prijem novih jedinica i za slijetanje u slučaju nužde. Lažni aerodromi imali su obilježja radnih s lažnim objektima, postrojenjima i uređajima radi obmane neprijatelja. Na 2-3 radna, predviđao se jedan lažni aerodrom. Školski aerodromi služili su za obuku u miru i u ratu. Bilo je i drugih kriterija za podjelu aerodroma. Amerikanci su dijeli aerodrome na glavne, pomoćne i školske. Prema namjeni i izgrađenosti, njihovi glavni i pomoćni aerodromi odgovarali su baznim, odnosno radnim.  
Pred sam početak Drugog svjetskog rata Nijemci su raspolagali s oko 750, Britanci s 260, a Francuzi s 250 vojnih aerodroma, stalnih i operativnih, pored mnogih civilnih, koji su se brzo mogli prenamijeniti ratne potrebe. SAD su 1937. raspolagale s 2299 aerodroma svih vrsta.  
Po svojoj unutrašnjoj strukturi aerodromi iz tog razdoblja imali su pistu, prilazne zone i zone razmještanja. Letilište je dio aerodroma uređen za taksiranje (rulanje), polijetanje i slijetanje aviona. Ona obuhvaća ravnu zemljanu površinu na kojoj se nalazi UZS (Uzletno-sletna staza) i staze za taksiranje zrakoplova. Sve veća masa i brzina zrakoplova nametnula je izgrađivanje umjetnih UZS, koje se kod vojnih aerodroma grade od 1939. Prilazna zona je površina koja se nalazi na oba kraja UZS u produženju njene uzdužne ose izvan granica letilišta, na kojoj se zbog sigurnosti polijetanja i slijetanja ograničava visina vertikalnih prepreka. Zona razmještaja je dio aerodroma koji obuhvaća širi prostor oko letilišta s postrojenjima, uređajima, instalacijama, zapovjedništvima, jedinicama, ustanovama za održavanje i opskrbu. Za noćno letenje i letenje po lošim vremenskim uvjetima, aerodromi raspolažu raznim navigacijskim uređajima i opremom za njihovo obilježavanje (osvetljavanje). Rubovi letilišta i eventualne prepreke obilježene su znakovima i signalima. Pravac vjetra označava se platnenim rukavcem, postavljenim na uzdignutom mjestu, najčešće, na hangaru, i stalnim vjetrokazom u obliku slova "T", koji je na rubu letilišta automatski zauzimao položaj pravca vjetra. Noću su rubovi letilišta i svi visoki predmeti na rubovima aerodroma (hangari, zgrade, stupovi i sl.) obilježeni crvenim svjetiljkama. Znak za pokazivanje pravca vjetra davao se bijelim svijetlom, a cijela letilišta su se osvjetljivala reflektorima postavljenim tako da ne zasljepljuju pilota pri slijetanju. Sredstva za potpuno osvjetljavanje aerodroma sastojala su se iz svjetionika dozivača, aerodromskih reflektora, graničnih svjetiljki, prijenosnih svjetiljki, stalnih svjetlosnih signala i vjetrulje.  

### UDrugome svjetskomu ratu
Dobro razvijena mreža aerodroma bila je preduvjet za učinkovito korištenje zrakoplovstva. Pokret zrakoplovstva na svim stupnjevima - strategijskom, operativnom i taktičkom, bio je u najtješnjijoj vezi sa zračnim lukama. Mreža zračnih luka znatno je utjecala i na razradu i izvođenje kopnenih i pomorskih operacija. Uvođenje teških bombardera zahtijevalo je izgradnju luka s dugačkim umjetnim UZS-om (1000 – 2000 m). Za lakše zrakoplove izgrađene su umjetne UZS samo tamo gdje je zemljište bilo rastresito i močvarno. Raniji aerodromi približno kružnoga oblika, pretvaraju se u zračne luke s UZS–ima u nekoliko osnovnih pravaca. Također, dijele se na: bazne, radne, istaknute, rezervne, lažne i školske, a u nekim državama na glavne i pomoćne. U SAD-u su se zračne luke dijelile u četiri razreda, zavisno od duljine UZS-a i opreme. Zračna luka sastojal se a od letjelišta, prilaznoga područja i zone razmještaja.
| Razred                           | 1.        | 2.         | 3.          | 4.     |
| Duljina uzletno-sletne staze (m) | 550 – 759 | 760 – 1059 | 1060 – 1330 | > 1370 |

#### Letjelište
Letjelište, osnova aerodroma na kojem su UZS, prijelazni pojasevi, predpolja, staze za prinudna slijetanja, bočni i prilazni pojasevi sigurnosti, staze za rulanje, stajanke i skloništa za zrakoplove. UZS je uređeno zemljište ili umjetno izgrađena površina u obliku izduženoga pravokutnika, čija duljina odgovara duljini polijetanja i slijetanja određenih vrsta zrakoplova uz određeni koeficijent sigurnosti, i kreće se u granicama 500 – 2000 m. Širina UZS je 45 – 90 m, a s prijelaznim i bočnim pojasevima sigurnosti 90 – 450 m. Nosivost UZS predstavlja opterećenje koje ona može izdržati, a izračunava se po kotaču zrakoplova. Broj UZS-a na jednoj zračnoj luci zavisi o njegovoj taktičkoj namjeni te čestini polijetanja i slijetanja, a i o jačini, učestalosti i pravcu vjetra. Tamo gdje je više UZS-a, dijele se, obično, na glavne i pomoćne. Glavna UZS je najdulja, s najboljim prilazima i najviše se koristi. Kapacitet aerodroma najviše zavisi od stanju i broju njegovih uzletno-sletnih staza. S jednom UZS postiže se približno 40 – 60 slijetanja ili 80 polijetanja na sat pri povoljnoj vanjskoj vidljivosti. Izgradnja umjetnih UZS vrši se primjenom sličnih konstrukcija i metoda kao i izgradnja puteva. Specifičnosti su u izgradnji zastora.
Prijelazni pojasevi su dijelovi letjelišta koji se izgrađuju neposredno uzduž UZS u istoj duljini. Namijenjeni su za sprječavanje nesreća kad zrakoplov skrene s UZS. Širina im je uvjetovana vrstom zračne luke i UZS-a, a iznosi je 15 – 60 m, a poprečni nagib najviše 1,5 – 2%.
Predpolja su dijelovi UZS koji se izgrađuju na njezinim krajevima, a kao mjera sigurnosti za slučaj kad zrakoplov, pri polijetanju, ne uspije uzletjeti, ili kada pri slijetanju dodirne zemlju prije nego što je dostigao rub UZS-a. Široka su kao UZS s prijelaznim pojasevima, a duljina im je 50 –300 m.
Staza za prinudno slijetanje sastoji se iz precizno poravnatoga pojasa, po mogućnosti, nabijenoga pješčana ili glinovita zemljišta, veličine oko 30 x 900 m. Gradi se, ponekad, na oko 30 m od UZS i usporedno s njom. Zauzima dio prijelaznoga i bočnoga pojasa sigurnosti. Služi za prinudno slijetanje zrakoplova zbog neispravnosti podvozja. 
Bočni pojasevi sigurnosti su grubo poravnate površine koje smanjuju oštećenje aviona u slučaju nesreće pri polijetanju, slijetanju ili rulanju. Njihova duljina odgovara duljini UZS, a širina im je 150 – 200 m s obje strane UZS-a. 
Prilazni pojas sigurnosti je ravna, raščišćena površina u produženju predpolja. Širina mu je kao i pretpolja, a duljina od 50 do 150 m, zavisno od vrste aerodroma. 
Staze za taksiranje (rulanje) služe za prilaz zrakoplova startu, za povratak na stajanke ili platforme poslije izvršena slijetanja i za promet zrakoplova unutar luke. Postoje glavne i distribucijske. Glavne staze su, po pravilu, usporedne s UZS-om, a projektiraju se tako da mogu poslužiti i kao rezervne UZS. Razmak između UZS-a i glavne staze za taksiranje kod luka za taktičko zrakoplovstvo iznosi 90 – 150 m, a za srednje i teško bombardersko 150 – 300 m. Glavna staza za taksiranje povezana je s UZS–om poprečnim spojevima, na početku i završetku, i najmanje još na dva mjesta. Te poprečne staze služe za odvođenje s UZS onih zrakoplova kojima je za slijetanje potrebna manja duljina. Glavna staza za taksiranje vezana je distribucijskim stazama, sa stajankama ili hangarima. Širina staze za taksiranje iznosi 20 – 30 m. Staza za taksiranje može poslužiti i kao rezervna UZS ako ima širinu od 22 do 25 m. 
Stajanke su otvorene ravne površine, normalno ojačane zastorom, gdje se zadržavaju zrakoplovi između letova - radi pregleda, manjih popravaka, punjenja gorivom i streljivom probâ motora, ukrcavanja i iskrcavanja materijala. Grade se duž staza za taksiranje i distribucijskih staza. Mogu biti pojedinačne za jedan i skupne za više zrakoplova. Pojedinačne stajanke građene su, načelno, za srednje i teške bombardere, a skupne za lovačke i lovačko-bombarderske zrakoplove. Međusobna udaljenost stajanki za lovce i lovce bombardere iznosila je najmanje 120, za srednje bombardere 160 i za teške oko 200 m. Stajanke su, najčešće, imale oblik kruga ili potkove. Posebne polazišne stajanke građene su neposredno uz krajeve UZS-a. Na njima zrakoplovi čekaju red polijetanja i izvršavaju posljednje pokuse motora. One služe, kad to situacija zahtijeva i omogućava, i za smještaj dežurnih jedinica pri raznim stupnjevima borbene pripravnosti letačkih jedinica. Startne stajanke trebaju biti u mogućnosti primiti šest lovačkih ili lovačko-bombarerskih zrakoplova ili četiri zrakoplova drugih vrsta zrakoplovstva (oko 200 m duljine, i 30 m širine). Grade se u obliku proširenja na kraju UZS ili staze za taksiranje.  
Skloništa za zrakoplove su stajanke zaštićene zemljanim bedemom ili zidom (betonskim, kamenim, od opeka, vreća ili sanduka s pijeskom i zemljom). Služe, obično, za smještaj samo jednoga zrakoplova za vrijeme rata. Visina bedema nadvisivala je zrakoplov za 0,50 m. Uz skloništa za zrakoplove, grade se i skloništa za ljudstvo, najviše njih petero, šesrero. Udaljenost između skloništa za zrakoplove iznosi 90 – 100 m., računajući od jednoga središta do drugogs. Zrakoplovi na popravku i oni čija konstrukcija (drvena) ne podnosi izlaganje vremenskim utjecajima, smještaju se u pokrivene i zatvorene prostorije - spremišta (hangare). Površine za parkiranje zrakoplova ispred hangara ili radionica za popravak zrakoplova nazivaju se platformama. Na radnim platformama treba postojati mjesto za 10% zrakoplova dotičnoga aerodroma.

#### Prilazna zona
Prilazna zona je zemaljska i zračna. Zemaljska prilazna zona zamišljeni je sustav površina u prostoru iznad zračne luke, u kojemu zrakoplov mora letjeti određenim pravcima, bilo slijećući bilo polijećući. Zračnu prilaznu zonu čine prilazna, prijelazna i horizontalna ravnina i konusna površina. Prilazna ravnina je zamišljena kosa ravnina koja s donje strane ograničava prilazni kanal unutar kojega se kreće zrakoplov prilikom slijetanja i polijetanja. Njezin nagib prema UZS iznosi  :25 – 1 : 70. Prijelazne ravnine su zamišljene ravnine na bočnim rubovima prilazne ravnine i UZS-a, koje se dižu pod nagibom 7. Konusna površina proteže se između dvije zamišljene kružne i horizontalne ravnine, na 45 i 150 m iznad aerodroma. Horizontalnu ravninu na visini od 45 m čini krug polumjera od 3 km, a na visini od 150 m krug polumjera od 15 km, računajući oba od središnje točke aerodroma. Unutar stožca, koji nastaje spajanjem dviju ravnina, ne smije postoji nikakva prepreka koja bi nadvisivala pravac nagiba konusne površine.   

#### Zona razmještaja
U Drugomu svjetskomu ratu, zona razmještaja znatno je proširivana zbog opasnosti od zračnih napada. Krajem rata obuhvaćala je prostor od 3 do 5 km oko zračne luke, na kojemu su se nalazili objekti za nadzor letenja, obranu i sigurnost (položaji PAA i PAM, te skloništa za ljudstvo i materijal) skladišta, radionice, uređaji za opskrbu vodom i električnom energijom. U zoni se nalaze i zgrade zapovjedništva te upravnih službi, stambeni i sanitarni objekti, klubovi, kuhinje, praonice i sportski objekti. Sve je to bilo stalnoga ili poljskoga (privremena) tipa, u ovisnosti o raspoloživome vremenu, materijalnim mogućnostima, namjeni aerodroma i klimatskim uvjetima. Objekti poljskoga tipa sastojali su se, pretežno, od šatora, a osnovni aerodromski uređaji postavljani su na vozila s vlastitim pogonom ili na prikolice. Aerodromska oprema i službe za opsluživanje i opskrbljivanje letačkih jedinica i aerodroma postaju vrlo složene. Obilježavanje UZS, posebno za noćno letenje, i zemaljski uređaji za navigaciju, osobito za slijetanje noću i po lošim vremenskim uvjetima, dobivaju naročiti značaj.
Izgradnja luke obuhvaćala je izbor mjesta, projektiranje, organizaciju i izvođenje radova. Izbor mjesta provođen je na temelju operativno-strategijskih zahtjeva i građevinsko-tehničkih uvjeta. Operativno-strategijski zahtjevi u svezi s polumjerom djelovanja zrakoplova, utjecali su najviše na udaljenost zračnih luka od bojišta (ona se kretala 25 – 250 km za taktičko zrakoplovstvo, a za strategijsko preko toga). Prema vrsti i namjeni, određivana je veličina i karakter aerodroma. Ti zahtjevi imali su prioritet i to utoliko više što su se sve većom primjenom mehanizacije znatno smanjili građevinsko-tehnički problemi. Zahvaljujući opsežnoj mehanizaciji, Amerikanci su 1943. za svega deset dana izgradili luku na otoku Gozo kod Malte, kao dopunsku bazu za napad na Siciliju, iako se to u početku smatralo nemogućnim zbog nepovoljna zemljišta. Pri izboru mjesta za aerodrom vodilo se računa, ponajprije, o veličini terena, koji je morao imati ravnu površinu 3 – 4 km2, bez visokih prepreka u krugu 3 – 5 km. Mjesto izabrano za zračnu luku moralo je biti povezano dobrim cestovnim vezama. Vremenski uvjeti bili su jedni od važnijih pri izboru mjesta za aerodrom, jer je njegovo korištenje uvelike ovisilo o njima. Na izbor mjesta, posebice za operativne aerodrome, znatno je utjecala i mogućnost zaštite zrakoplova od napada sa zemlje i iz zraka, što se postizalo rastresitim rasporedom, skloništima i dobrim uvjetima za maskiranje.
Zračne luke strateškoga zrakoplovstva korištene su duže nezavisno od promjene linije bojišta, pa su projektirane detaljnije i građene kao objekti stalnoga tipa. Za takve luke izrađen je opći plan s detaljnim projektima svih objekata. Aerodromi taktičkoga zrakoplovstva koji su u pokretnom ratu često mijenjani, projektirani su i građeni u najpotrebnijemu opsegu, najčešće, s objektima poljskoga tipa.

### Poslije Drugog svjetskog rata
Značajnije izmjene na aerodromima vrše se samo na UZS zbog uvođenja mlaznih zrakoplova. One se produžuju i grade od otpornijeg materijala. Neposredno poslije rata usvojena je duljina od 2400 m kao standardna duljina UZS za taktičko zrakoplovstvo. No, ubrzo se ispostavilo da je za mlazne lovce bombardere i bombardere ta duljina nedovoljna. Međutim, uvođenjem startnih raketa i primjenom uređaja za kočenje pri slijetanju, omogućeno je da se srednji i teški bombarderi koriste UZS, čija se duljina kreće u granicama 2500 – 3000 m. Neposredno poslije rata, poslije uvođenja mlaznih zrakoplova, građene su asfaltno-betonske UZS koje su odgovarale povećanim opterećenjima, ali su traženi i novi materijali koji bi, istovremeno, smanjili utjecaj temperature i snage mlaza. Danas se i pored mnogih pokušaja s raznim materijalima izgrađuju glavne UZS za borbene zrakoplove, uglavnom, od portland cementa. Do sada je za izgradnju UZS najviše upotrebljavan obični beton, dok se u novije vrijeme primjenjuje i prednapregnuti. Ostali sastavni dijelovi letelišta (prelazni pojasevi, predpolja, bočni i prilazni pojasevi sigurnosti) i prilazna zona izgrađuju se kao i za vrijeme Drugog svjetskog rata. Zona razmeštaja znatno se proširuje zbog povećanja međusobnog razmaka najosjetljivijih objekata u njoj (skladišta pogonskog goriva i ubojitih sredstava, zapovijedna mjesta, centar veze, objekti i prostorije za smještaj ljudstva) radi veće sigurnosti u slučaju nuklearnog napada. 
Pojava raketno-nuklearnog oružja uzrokovala je izrazito rastresiti raspored aerodromskih objekata, instalacija i postrojenja, a time i proširenje aerodroma. Međutim, izgradnja velikih aerodroma je skupa, teško se nalazi zemljište za veći broj takvih aerodroma i teško je osigurati njihovu efikasnu zaštitu, jer su isplativi ciljevi za nuklearne napade. Radi veće sigurnosti pristupilo se izgradnji skloništa pod zemljom za smještaj aviona, radionica, najosetijivijih uređaja i ljudstva gdje su to omogućavali geografski sklop zemljišta i financijska sredstva, kao aerodrom Željava. Da bi se umanjile posljedice nuklearnih napada,  suvremeni aerodromi se grade s nekoliko UZS na međusobnoj udaljenosti od 3 i više kilometara, povezane stazama za rulanje da bi zrakoplovi mogli poletjeti barem s jedne UZS, odnosno one koja ne bude oštećena. Predviđa se i korištenje ravnih dijelova autocesta, koji se radi toga, na tim dionicama proširuju (do 20 i više metara). Međutim, sve te mjere nisu dovoljne da osiguraju normalan rad i efikasno djelovanje zrakoplovstva u ratu, naročito lovaca i lovaca-bombardera taktičke namjene, koji se nalaze bliže bojišta. Da bi takvi zrakoplovi mogli poletjeti s kraćih UZS ili travnatih terena pristupilo se konstruiranju zrakoplova za vertikalno polijetanje i slijetanje i zrakoplova sa skraćenim polijetanjem i slijetanjem, odnosno zrakoplova koji bi se koristili travnatim UZS. U razvoju zrakoplova s vertikalnim polijetanjem i slijetanjem značajan uspeh postigla je Velika Britanija s P-1127 Harrier, koji je počeo uvoditi u RAF još 1967. godine. Međutim, znatno veći uspjesi postignuti su u razvoju i upotrebi aviona sa skraćenim polijetanjem i slijetanjem. Neke su zemlje već uspjele osposobiti zrakoplove visokih performansi da polijeću s travnatih UZS duljine 500 m (sovjetski zrakoplovi МиГ-21 ПФ, neke inačice francuskog zrakoplova Mirage, švedski SAAB). U nekim zemljama primjenjuju se prijenosne UZS (sastoje se iz lakih metalnih dijelova međusobno povezanih, koji se mogu prenositi kamionima i brodovima), koje omogućavaju brzu promjenu baza zrakoplovstva za vrijeme rata. 
Aerodroma oprema suvremenih aerodroma znatno se povećava i dopunjava novim i savršenijim tehničkim sredstvima i uređajima. 

### Obilježavanje vojnih aerodroma
Potpuno obilježavanje vojnih aerodroma naročito onih s umjetnim UZS vrši se po istim principima kao i kod civilnih aerodroma.

## Obrana vojnih aerodroma
Obuhvaća mjere i postupke radi sprečavanja i odbijanja neprijateljskih napada iz zraka i sa zemlje. Napad na aerodrom jedan je od primarnih zadataka protivničkog zrakoplovstva u početku i za vrijeme rata, radi ostvarivanja prevlasti u zraku. Pored zrakoplovstva (bombarderskog, lovačko bombarderskog, jurišnog i lovačkog) s klasičnim i nuklearnim bojnim sredstvima, napad na aerodrome mogu vršiti raketne, oklopne, motorizirane, padobranske, pješačke, partizanske te infiltrirane jedinice, diverzantske grupe i zračni specijalci. Napad na aerodrom može biti mješavina napada iz zraka i sa zemlje, zrakoplovnim desantom, odnosno kopnenim jedinicama. Zbog toga obrana aerodroma mora biti protuzračna, proturaketna, protudesantna, protutenkovska, protunuklearna, protukemijska, protubiološka uz svestranu primjenu ukopavanja, zaprječavanja ili maskiranja. U obrani aerodroma sudjeluju sve zrakoplovne jedinice na dotičnom aerodromu i u njegovom području, nadležne jedinice protuzračne obrane (PZO), a ponekad i operativne jedinice KoV. S obzirom na sredstva i način organizacije, obrana aerodroma dijeli se na obranu od napada iz zraka (PZO) i obrana od napada sa zemlje (zemaljska odbrana), koja obuhvaća i protudesantnu, PNHB-sigurnost, inženjerijska sigurnost i opće mjere sigurnosti. 

### Obrana aerodroma sa zemlje
Stvorena na početku Prvog svjetskog rata. Zbog neizgrađenosti aerodroma u početku, a kasnije u periodu stabilizacije bojišta zbog toga što su prilazi aerodromima bili zaštićeni neprekidnim bojištima, njihova zemaljska odbrana sadržavala je neposredno i unutrašnje osiguranje, uglavnom, protiv špijuna i diverzantske djelatnosti protivnika. To su obavljale straže i ophodnje u neposrednoj blizini aerodroma te straže kod zrakoplova, hangara i skladišta. U osiguranju je korišteno ljudstvo iz letačkih, tehničkih i pomoćnih aerodromskih jedinica.
Između Prvog i Drugog svjetskog rata, kad je uočena opasnost za aerodrome od naglih prodora protivničkih motoriziranih jedinica i zračnih desanata, skoro u svim zemljama javljali su se pogledi da se obrana aerodroma od napada sa zemlje treba pojačati. On je trebala biti kružna te organizirana po principima obrane na širokom bojištu. Na vanjskoj obrambenoj liniji položaja građeni su streljački rovovi i strojnički zakloni za pojedine grupe vojnika i oružja, postavljeni na određenim točkama, dok se rezerva nalazila na aerodromu radi upotrebe u pravcu neprijateljskog napada. Unutrašnja obrana protiv diverzantskih grupa i špijuna provođena je kao i prije, stražama, pri svim važnijim aerodromskim objektima i instalacijama. Snage i sredstva bili su predviđeni iz sastava zračnih jedinica dotičnog aerodroma. Obranu je organizirao zapovjednik aerodroma. Za svaki aerodrom izrađen je plan obrane kojim je određivana linija vanjske obrane, njezino fortifikacijsko uređenje, broj ljudi i oružja koji će je držati, način izlaska i zaposjedanja, mjesto pokretne rezerve, znak za uzbunu i postupak na znak uzbune u slučaju neprijateljskog napada. Zaposjedanje položaja trebalo se vršiti na znak uzbune, ali su straže unutrašnjeg osiguranja bile stalne. Predviđeno je, također, da u slučaju potrebe obranu aerodroma pomognu i trupni, odnosno teritorijalni zapovjednik zone u kojoj se aerodrom nalazio.
Za vrijeme Drugog svjetskog rata organizacija odbrane aerodroma vršena je, u početku, po predratnim načelima, ali snage kojima su raspolagali zapovjednici aerodroma bile su brojčano slabe, nedovoljno naoružane i obučene, pa su u ratu pojačavane mjere za osiguranje aerodroma. Sovjeti su na većini aerodroma imali zračno-tehničku bojnu u čijem je sastavu bila svega jedna streljačka satnija za obranu aerodroma, a protiv jačih napada predviđena je upotreba operativnih jedinica KoV. Prema Tehničkom priručniku za zračno inženjerstvo od prosinca 1942. (TM5-255 Technical Manual Aviation Engineers), Amerikanci su smatrali obranu aerodroma integralnim djelom obrane područja na kojoj se on nalazio. Zapovjednici jedinica na bojištu, odnosno područja u pozadini, određivali su određene snage kao pokretnu rezervu za obranu aerodroma, koja se mogla pridodati zapovjedništvu aerodroma. Njegov zapovjednik je pored osoblja letačkih jedinica i ljudstva aerodromskih pomoćnih službi, raspolagao satnijom zračnog inženjerstva i bojnom zrakoplovne baze. Britanci su za obranu aerodroma imali posebnu pukovniju (RAF Regiment) od 3 do 4 streljačke satnije, oklopnih kola i lake PZO topništva, ali je služio za obranu više aerodroma. Pukovnija je, u stvari, predstavljala pokretnu rezervu, dok je neposredna odbrana aerodroma izvođena kao i u Amerikanaca. 
Poslije Drugog svjetskog rata još jače se naglašava potreba za osiguravanjem aerodroma posebnim borbenim jedinicama. Zavisno od veličine i mjesta aerodroma, jačina snaga za njihovu obranu treba odgovarati jačini pješačke bojne do pukovnije, koji bi u svom sastavu imali jedinice pješaštva s jakim streljačkim naoružanjem za obranu na vanjskoj liniji obrane aerodroma. Osim njih za obranu služe mehanizirane jedinice, prvenstveno, oklopne, koje bi služile kao pokretna aerodromska rezerva. Te postrojbe trebaju, u slučaju napada jačih neprijateljskih snaga, razbiti ih ili zadržati do dolaska pojačanja iz operativnih jedinica KoV ili teritorijalnog zapovjedništva, zavisno od toga na čijoj se zoni nalazi aerodrom Predviđaju se i posebno obučene jedinice za borbu protiv obavještajne djelatnosti i diverzantskih djelovanja protivnika.  